# 현대 베뉴
현대 베뉴(영어: Hyundai Venue)는 현대자동차에서 2019년 7월부터 생산하는 전륜구동 소형 스포츠 유틸리티 자동차이다.
기아 스토닉과 플랫폼을 공용하지만, 엔진과 자동변속기는 서로 다르다. 또한 플랫폼의 특성상 4륜구동이 없기 때문에, 지상고가 살짝 높은 크로스오버 해치백에 가까운 형태다.
해외 수출 비중이 상대적으로 높아서, 대한민국 내수용은 엔트리카임에도 보기 드물게 주문생산한다. 따라서 출고 대기 기간이 상대적으로 긴 편이다.
울산공장 외에는 인도 타밀나두주 첸나이에 있는 현대자동차의 현지공장에서도 생산한다.

## 1세대(QX1)

### 베뉴 (2019년7월 11일~2025년4월 1일)
2019년 7월 11일에 출시했다. 실질적으로는 엑센트의 포지션을 대체하는 소형 SUV이며, 인도 시장도 겨냥했다. 단, 인도 사양은 세금 때문에 대한민국 사양과 사이즈 차이가 있고, 엔진도 다르다. 북미 시장에서도 수출전용으로 전환된 5세대 엑센트의 판매가 중지된 후, 대한민국 시장처럼 베뉴가 엑센트의 자리를 대체한다.
대한민국 내수용에는 123마력 스마트스트림 G 감마 1.6리터 DOHC MPI 가솔린 자연흡기 엔진과 CVT가 장착되며, 부분변경을 거친 북미형 5세대 엑센트와 공용한다. 그 외 외국 사양에는 직렬 3기통 1.0리터 카파 가솔린 싱글터보 엔진, 직렬 4기통 카파 1.2리터 가솔린 자연흡기 엔진, 1.5리터 커먼레일 디젤 엔진도 있다.

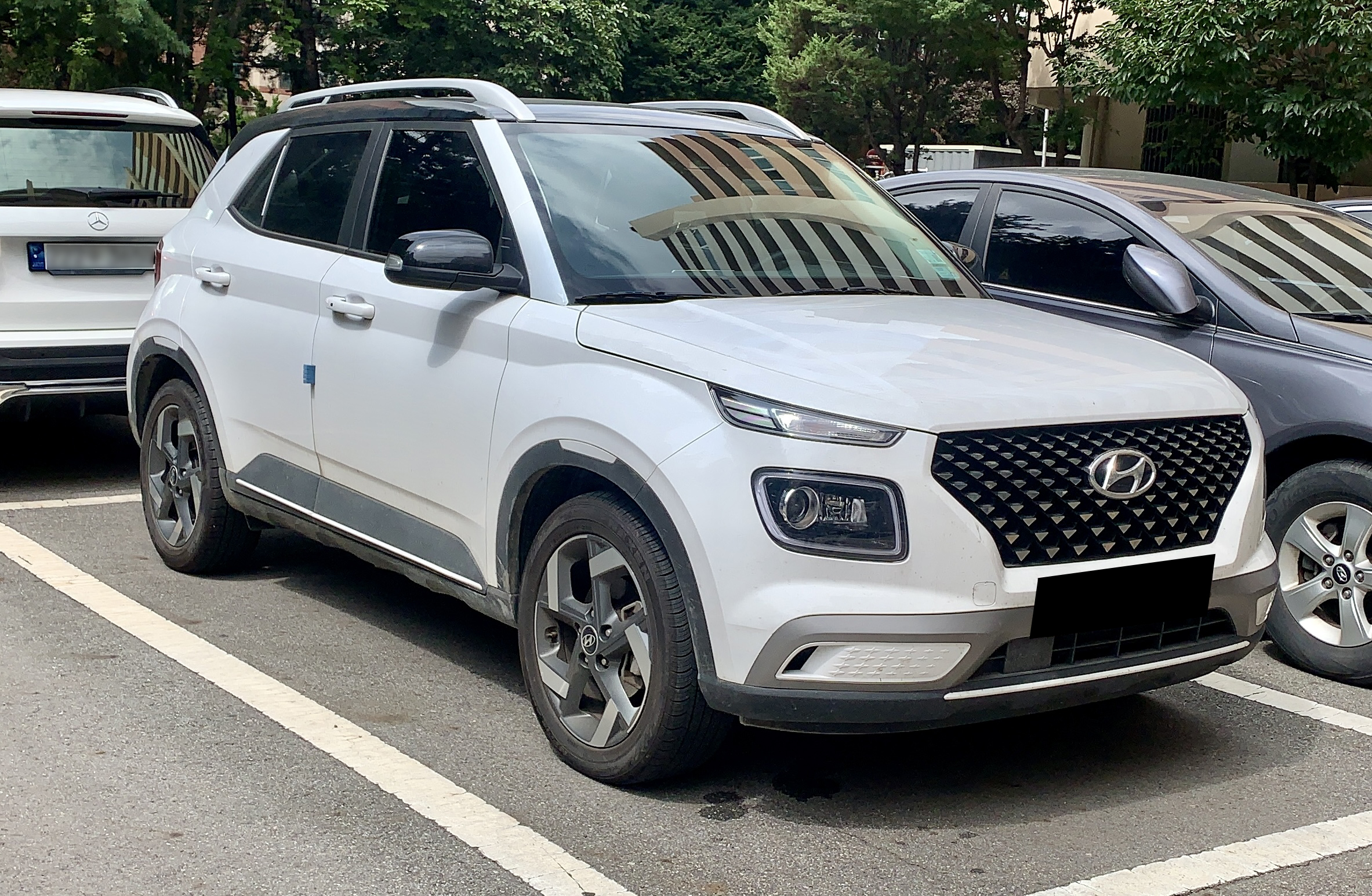
현대 베뉴 정측면

전륜구동만 나옴에도 불구하고 진흙, 모래, 눈길에서도 달릴 수 있도록 드라이브 트랙션 모드를 장착하였으며, 이 방식은 캐스퍼(중간급 사양부터)도 이용한다. 또한 세계 최초로 적외선 무릎 워머 기능을 튜익스 액세서리로 준비했으며, 스마트폰 무선 충전 장치도 주문할 때 튜익스 액세서리로 추가할 수 있다. 쏘나타에 이어 2번째로 블루링크 버튼이 룸램프 쪽으로 옮겨졌다.
엑센트가 4세대(베르나 포함)를 마지막으로 2019년에 대한민국 내수에서 완전히 단종되어 소형 운전교습용 차량이 없어지게 되자 운전전문학원 업계에서 다른 차종들을 운전교습용으로 개조해서 쓰는 실정이 발생했고, 이에 현대자동차가 운전학원 업계의 요청으로 2020년 12월 8일부터 베뉴의 운전교습용을 추가했다. 따라서 운전면허 시험장과 운전전문학원의 2종 보통 면허시험용 차량들, 도로연수용 차량들도 점차 베뉴로 대체되고 있다. 운전교습차량의 특성상 조수석에 브레이크 페달이 달리고, 선택사양은 앞좌석 열선 시트만 제공한다.

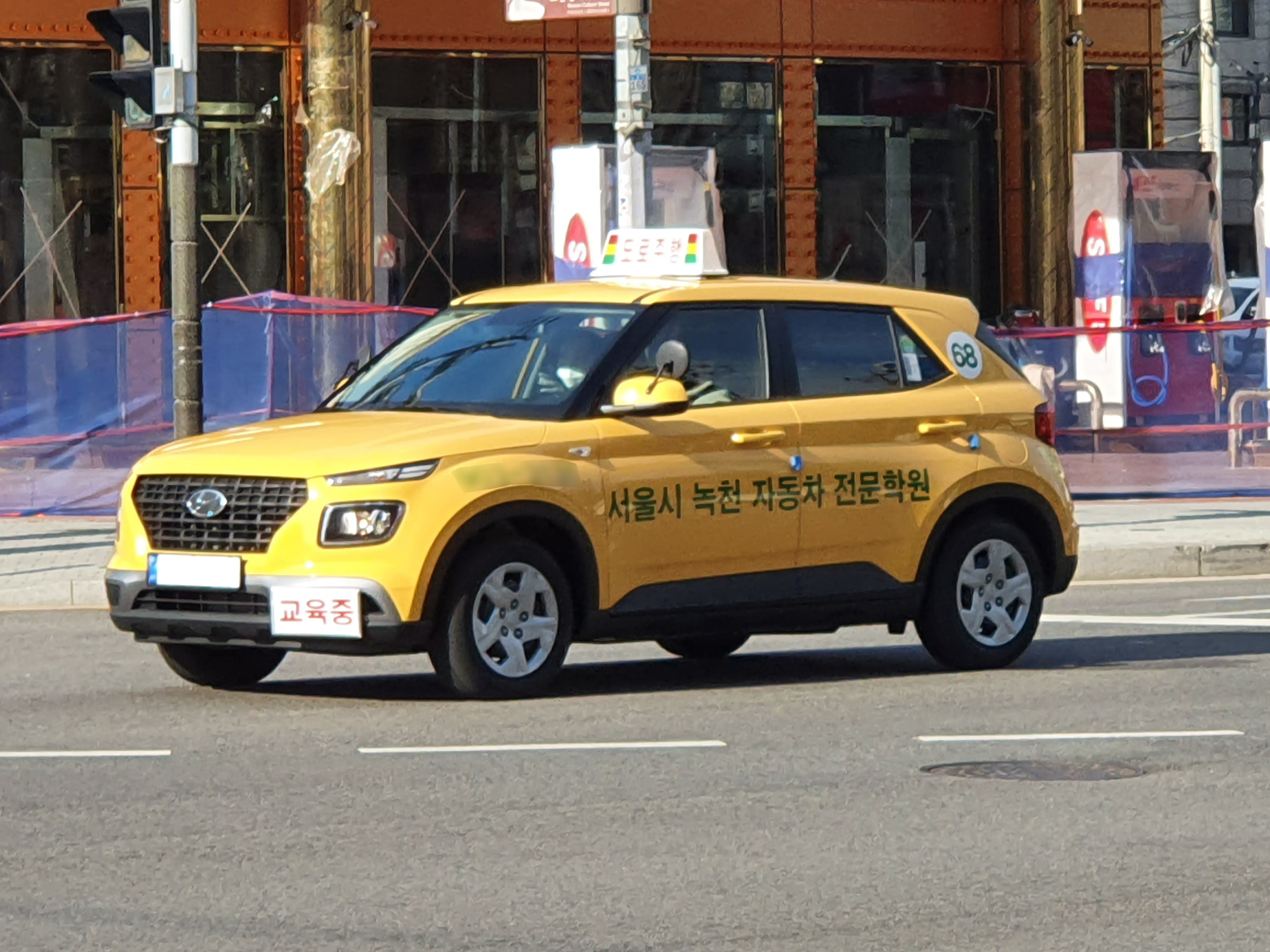
녹천자동차전문학원에서 사용하는 현대 베뉴

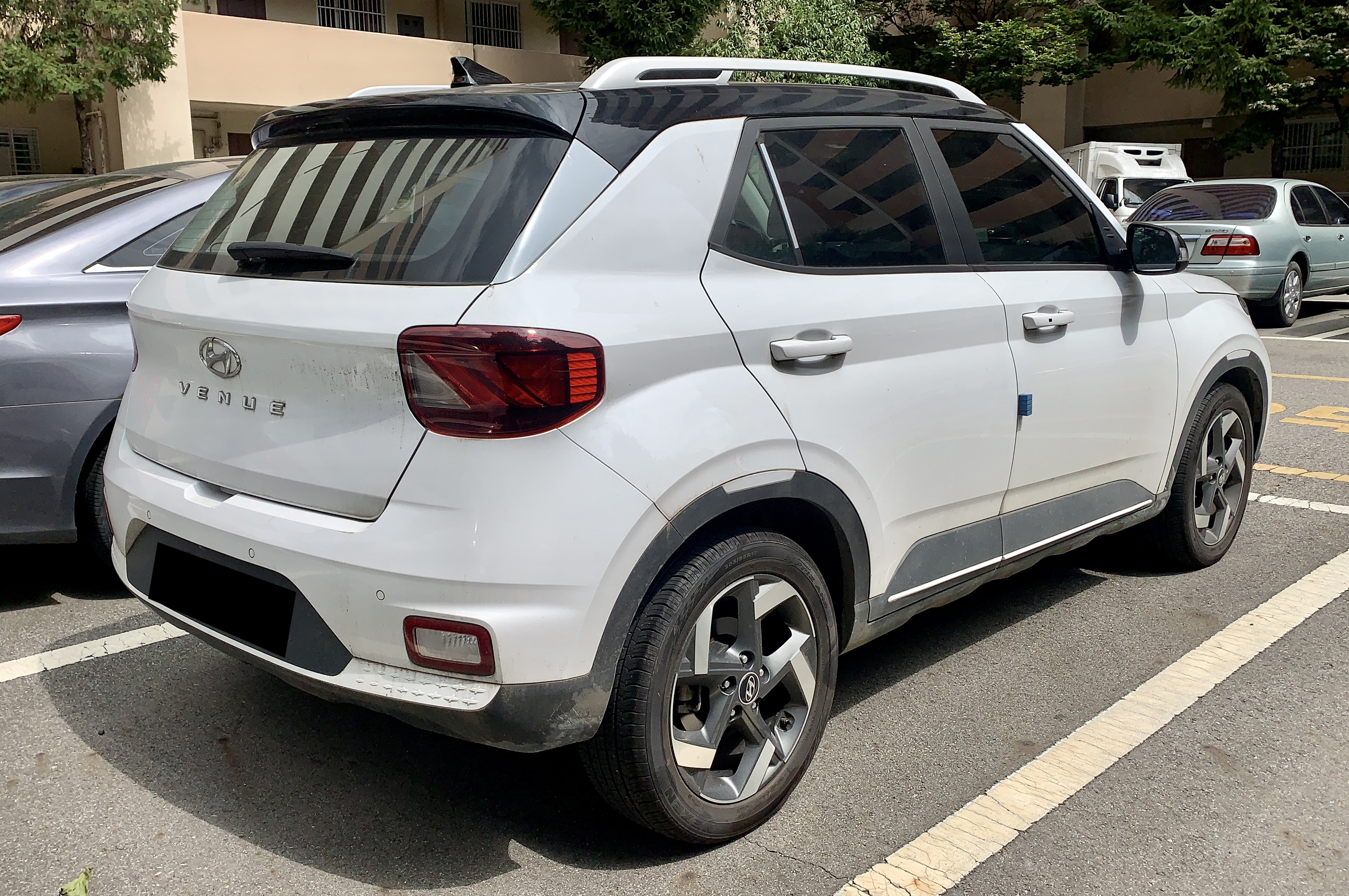
현대 베뉴 후측면

일부 국가에서는 2인승 승용 밴 사양도 판매 중이다.
대한민국 내수에서는 보기 드물게 6단 수동변속기 사양이 있었으며, 수동변속기 차량은 후륜에 드럼 브레이크가 장착됐다. 2020년에 부분변경을 거치면서 6단 수동변속기 사양은 더 이상 판매하지 않는다. 외국 사양에는 수동변속기와 DCT가 있다.
2022년 10월 13일에 2차 부분변경 모델을 출시했다. 당초 출시설이 있었던 페이스리프트형은 아니며, 기존 디자인을 유지한 채 트림을 플럭스와 프리미엄 2개로 축소하는 대신 선택률이 높은 사양들을 기본 사양으로 돌렸다. 이에 따라 모던과 모던 플러스 트림은 폐지되고, 스마트 트림은 렌터카용으로만 판매한다.
외장 색상은 엑조틱 그린 메탈릭, 데님 블루 펄, 어비스블랙펄, 에코트로닉 그레이펄, 아틀라스 화이트, 코스믹 그레이 펄, 사이버 그레이 메탈릭, 얼티메이트 레드 메탈릭, 파이어리 레드 펄, 인텐스 블루 펄, 쉬머링 실버 메탈릭 등 11가지 원 톤 컬러와 파이어리 레드 펄, 어비스블랙펄을 제외한 9가지 투 톤 컬러가 있다. 

#### 라인업
| 구분 | 베뉴 1.6ℓ 스마트스트림 G MPI                                         |
| ---- | -------------------------------------------------------------------- |
| 베뉴 | 스마트(현재는 렌터카용) 모던(폐지) 모던 플러스(폐지) 프리미엄 플럭스 |

#### 제원
| 구분                 | 베뉴 1.6ℓ 감마 Ⅱ MPI(스마트 스트림 G) |
| -------------------- | --- |
| 전장 (mm)            | 4,040 |
| 전폭 (mm)            | 1,770 |
| 전고 (mm)            | 1,565(15인치)/ 1,585(17인치)/ 1,610(17인치,루프랙 장착 시)                                                                                  |
| 축거 (mm)            | 2,520 |
| 윤거 (전, mm)        | 1,555(R15)/ 1,535(R17) |
| 윤거 (후, mm)        | 1,565(R15) 1,546(R17) |
| 승차 정원            | 5명 |
| 변속기               | CVT 6단 수동변속기 |
| 서스펜션 (전/후)     | 맥퍼슨 스트럿/토션 빔 |
| 구동 형식            | 전륜구동 |
| 엔진 형식            | G4FM |
| 연료                 | 가솔린 |
| 배기량 (cc)          | 1,598 |
| 최고 출력 (ps/rpm)   | 123/6,300 |
| 최대 토크 (kg*m/rpm) | 15.7/4,500 |
| 연료 탱크 용량 (ℓ)   | 45 |
| 요소수 탱크 용량 (ℓ) | - |
| 공차 중량 (kg)       | 1,155(15인치 휠, 6단 수동)/ 1,180(15인치 휠, IVT)/ 1,215(17인치 휠)                                                                         |
| 연비 (km/ℓ)          | 도심 12.6/고속 15.1/복합 13.6(15인치 휠, 수동 6단)/ 도심 12.7/고속 15.2/복합 13.7(15인치 휠, IVT)/ 도심 12.4/고속 14.7/복합 13.3(17인치 휠) |
| Co2 배출량 (g/km)    | 122(15인치 휠, 6단 수동)/ 121(15인치 휠, IVT)/ 125(17인치 휠)                                                                               |

### 1차 페이스리프트 (2022년~2025년4월)
팰리세이드와 비슷하게 앞모습을 페이스리프트한 모델은 인도 시장에 선보였다. 대한민국에는 2022년 8월 출시설이 있었으나, 기존 디자인을 유지한 부분변경 모델의 계약을 받기 시작하면서 사실이 아닌 것으로 밝혀졌다.

### 2025 베뉴 (2025년4월 2일~ 현재)
2025년 4월 2일에 연식변경 모델 2025 베뉴가 공개됐다. 2025 베뉴에는 열선이 포함된 가죽 스티어링 휠, 가죽 변속기 노브, 풀 오토 에어컨, 버튼시동&스마트키, 스마트키 원격 시동 등이 적용된 엔트리 트림인 스마트가 추가됐다. 또한 프리미엄 트림에는 전방 충돌 방지 보조, 후측방 충돌 경고, 후측방 충돌 방지 보조, 후방 교차 충돌 방지 보조, 스마트 크루즈 컨트롤 등이 기본 적용됐다.
판매 가격은 스마트 트림 1,926만 원, 프리미엄 트림 2,212만 원, 플럭스 트림 2,386만 원이다. (※ 개소세 3.5% 기준)

## 경쟁 차종
- 기아 스토닉